# Floyd County, Kentucky
Floyd County är ett administrativt område i delstaten Kentucky, USA. År 2010 hade county 39 451 invånare. Den administrativa huvudorten (county seat) är Prestonsburg.

## Geografi
Enligt United States Census Bureau har countyt en total area på 1 024 km². 1 021 km² av den arean är land och 3 km² är vatten.

### Angränsande countyn
- Johnson County - nord
- Martin County - nordost
- Pike County - öst
- Knott County - sydväst
- Magoffin County - nordväst